# Geoffrey Nyarota
Geoffrey Nyarota (Zuid-Rhodesië, 1951 – Harare, 23 maart 2025) was een Zimbabwaans journalist en schrijver.

## Leven
Nyarota begon zijn loopbaan als leraar in koloniaal Rhodesië (huidige Zimbabwe). Toen de Rhodesische krant The Herald zich openstelde voor Afrikaanse trainees, solliciteerde hij daar en werd hij aangenomen.
Later, als redacteur van Chronicle legde hij een grootschalige corruptie van regeringsambtenaren en ministers bloot, wat de naam Willowgate kreeg. Hij werd hierna ontslagen bij deze krant.
Als redacteur van de Daily News werd hij zes maal gearresteerd. In 2000 ontsnapte hij aan een aanslag. De drukpers van de krant werd tijdens een bomaanslag in 2001 vernield. Op 30 december 2002 werd Nyarota om onduidelijke redenen ontslagen bij Daily News. Een paar dagen later vluchtte hij naar Zuid-Afrika. In september 2003 werd de Daily News opgeheven.
Anno 2007 was hij hoofdredacteur van de onlinekrant The Zimbabwe Times.
Zijn leven schreef hij neer in de autobiografie Against the Grain, Memoirs of a Zimbabwean Newsman.
Nyarota overleed in maart 2025 op 74-jarige leeftijd.

## Onderscheidingen
Nyarota werd meermaals onderscheiden, waaronder met de volgende prijzen:
- 2001: Internationale Persvrijheidsprijs van de Committee to Protect Journalists
- 2002: Gouden Pen van de Vrijheid van de World Association of Newspapers
- 2002: Guillermo Cano Internationale Prijs voor Persvrijheid van de UNESCO
- 2003: Prijs van de Nieman Foundation for Journalism van de Harvard-universiteit

## Autobiografie
- 2006: Against the Grain, Memoirs of a Zimbabwean Newsman, Zebra Press, Zuid-Afrika